# Ekvivalentna matrika
Ekvivalentna matrika neke pravokotne matrike {\displaystyle A\,} (z razsežnostjo {\displaystyle m\times n\,}) je pravokotna matrika {\displaystyle B\,} (z razsežnostjo {\displaystyle m\times n\,}), če zanju velja odnos   
{\displaystyle \!B=Q^{-1}AP}
kjer je
- {\displaystyle P\,} obrnljiva matrika razsežnosti {\displaystyle n\times n\,}
- {\displaystyle Q\,} obrnljiva matrika razsežnosti {\displaystyle m\times m\,}.

Matriki sta ekvivalentni, če med njima obstoja takšen odnos, da lahko zapišemo gornjo trditev.
Podobnost je ekvivalenčna relacija v prostoru pravokotnih matrik. Ekvivalenčnosti ne smemo zamenjevati s podobnostjo, ki je določena samo za kvadratne matrike in je mnogo bolj stroga. Podobne matrike so tudi ekvivalentne vendar ekvivalentne matrike niso vedno podobne. 

## Značilnosti
- ekvivalentne matrike imajo enak rang
- ekvivalentno matriko lahko pretvorimo v drugo matriko z osnovnimi (elementarnimi) operacijami nad vrsticami in stolpci.